# 電源品質
電源品質（Electric power quality）是指交流電源的電壓、頻率和波形符合規格的程度。好的電源品質可以定義為維持在規格範圍內的穩定電壓、接近額定值的穩定交流頻率、以及平順的電壓波形（可以用正弦曲線代表）。一般而言，可以用電源品質來表示電源和負載之間的相容性。此詞語是描述電源可以驅動负载，且負載可以正常運作。若沒有適當的電源，電氣設備可能會誤動作、提早失效或是完全無法運作。電源的品質不好，有許多可能的原因。
电力行业包括發電（交流电）、輸電系統以及最終的配電系統，電力最後會到電度表，提供給用戶。電透過用戶的線路傳輸到負載。從發電到用戶負載整個系統的複雜程度，再加上天氣、發電、用電以及其他因素的變化，其中就有許多可能會讓電源品質惡化的原因。
電源品質一般探討的是電源電壓的品質，不是其電流或是電功率的品質。功率只是能量的流動，而負載所需的電流大部份情形是不可控的。

大型電網的頻率不穩定

## 簡介
電源品質可以用許多參數的值來表示，例如
- 服務連續性（英语：Continuity of service）（電源是否會超額超過允許值，或是電壓下降（英语：voltage drops）低於允許值，造成停電或降壓供電（英语：Brownout (electricity)）問題[2]）
- 電壓大小的變異（見下圖）
- 暫態電壓和電流
- 交流電源裡的諧波成份

電源品質可以視為是相容性問題：連接到電網的設備是否可以和電網上的事件相容？電網提供的功率以及相關事件，是否和連接的設備相容？相容性問題一般至少有兩個答案。在電源品質上，可以是讓電源乾淨，無雜訊，可以穩定的提供電力，也可以是讓設備強健，不易受電網影響。
資料處理設備對電壓變異的容許程度可以用 CBEMA曲線表示，其中有列出可以容許的電壓變異程度以及持續時間

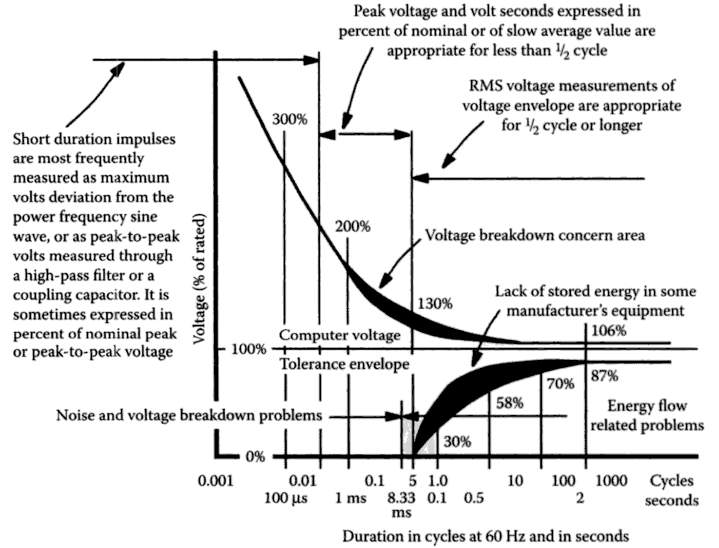
CBEMA曲線

理想上，交流電壓是由電網提供，波形是正弦曲線，其振幅和頻率符合國家標準（市電的情形）或是系統規範（不直接接到電網的交流電源），在所有頻率下的阻抗都是0歐姆。

### 文獻
- Dugan, Roger C.; Mark McGranaghan; Surya Santoso; H. Wayne Beaty. . McGraw-Hill Companies, Inc. 2003. ISBN 978-0-07-138622-7.
- Meier, Alexandra von. . John Wiley & Sons, Inc. 2006. ISBN 978-0471178590.
- Heydt, G.T. . Stars in a Circle Publications. Library Of Congress 621.3191. 1991. ISBN 978-9992203040.
- Bollen, Math H.J. . New York: IEEE Press. 2000. ISBN 0-7803-4713-7.
- Sankaran, C. . CRC Press LLC. 2002. ISBN 978-0-8493-1040-9.
- Baggini, A. . Wiley. 2008. ISBN 978-0-470-06561-7.
- Kusko, Alex; Marc Thompson. . McGraw Hill. 2007. ISBN 978-0-07-147075-9.
- Chattopadhyay, Surajit; Mitra, Madhuchhanda; Sengupta, Samarjit. . Springer Science+Business Media. 2011. ISBN 978-94-007-0634-7.